# Sitara Achakzai
Sitara Achakzai (även omskriven Achaksai), född 1956/1957, död 12 april 2009, var en framstående afghansk kvinnokämpe och ledamot av det regionala parlamentet i Kandahar. Hon mördades av talibaner år 2009.
Likt Malali Kakar och Safia Amajan, blev Achakzai en måltavla för hon kämpade mot kvinnoförtryck och ofrihet. 2009 mördades hon av talibanvapenmän i Kandahar.